# Timoléon Hotman de Fontenay
Timoléon Hotman, seigneur de Fontenay, dit le « chevalier de Fontenay », mort devant Buenos Aires en 1658, est un corsaire et administrateur colonial français du XVIIe siècle. Il est gouverneur de l'île de la Tortue de la fin 1652 au mois de janvier 1654.

## Biographie
Timoléon Hotman est le fils de Timoléon Hotman, seigneur de Fontenay, mort vers 1639, trésorier de France en la généralité de Paris et de Marie Marcel de Bouqueval, fille de Claide Marcel, seigneur de Bouqueval, conseiller au Grand Conseil (†1667) et de Marie Hallé (†1636). Il est le frère cadet de Vincent Hotman. 
Il est présenté à l'ordre de Saint-Jean de Jérusalem le 7 juin 1631 mais ne fera jamais ses caravanes et ne prononcera jamais ses vœux de frère-chevalier de l'Ordre.
Dans les années 1640, il se signale comme corsaire dans des combats contre les Turcs en mer Méditerranée. Le 10 février 1650, commandant la frégate La Louise mouillant à l'île de Jersey, il y reçoit du prince de Galles (le futur roi Charles II), alors en exil, une commission pour prendre sur les navires du Commonwealth.
Arrivé à l'île Saint-Christophe en 1652, probablement sur la même frégate armée alors de 22 canons, il s'entend avec son supérieur, le commandeur de Poincy, pour reprendre l'île de la Tortue sur le protestant François Levasseur. Ce dernier étant mort assassiné, Fontenay, accompagné du sieur de Tréval (un neveu de Poincy), est rapidement reconnu comme gouverneur par les habitants de l'île après avoir amnistié les assassins de son prédécesseur. Dès son entrée en fonction, il favorise les courses des flibustiers contre les Espagnols, renvoyant même son lieutenant en course sur sa frégate. Cependant, depuis Saint-Domingue, les Espagnols se rendent maîtres de l'île de la Tortue en mai 1654. Son frère cadet, Thomas, ayant été conduit comme otage à Santo Domingo, le chevalier s'installe au Port-Margot d'où il tente sans succès de reprendre (août 1654) la Tortue avec l'aide de boucaniers avant de repasser en France. 
Quatre ans plus tard, en 1658, montant Le Gaspard, armé par le maréchal de La Meilleraye, il fait un voyage au Brésil. Il a alors pour lieutenant Job Forant, qui commande La Renommée. Il périt lors d'un combat contre des Hollandais et des Espagnols devant Buenos Aires.

### Sources et bibliographie
- Pierre-François-Xavier de Charlevoix, Histoire de l'Isle espagnole ou de S. Domingue écrite particulièrement sur des mémoires manuscrits du Père Jean-Baptiste Le Pers, jésuite, missionnaire à Saint-Domingue, et sur les pièces originales qui se conservent au Dépôt de la Marine, chez François L'Honoré, Amsterdam, 1733, tome 3 (lire en ligne)
- (es) Raúl Alejandro Molina, « Don Timoléon  d'Osmat, Señor de Fontenay », Historia, Buenos Aires, no 14,‎ 1958, p. 19-34 (présentation en ligne)
- Roberto Barazzutti, « Thimoléon Hotman de Fontenay », Généalogie et Histoire de la Caraïbe, no 174,‎ octobre 2004, p. 4314-4315
- Roberto Barazzutti, « Deux campagnes de course en Amériques: Mathurin Gabaret 1650-1652 et Thimoléon Hotman de Fontenay 1658. », Le diable volant,‎ 2003 (lire en ligne)
- Philippe Hrodej,Gilbert Buti, Dictionnaire des corsaires et des pirates, CNRS éditions, Paris, 2013,  (ISBN 978-2-271-08060-8) ; 990p.